# Dostihové závodiště Pardubice

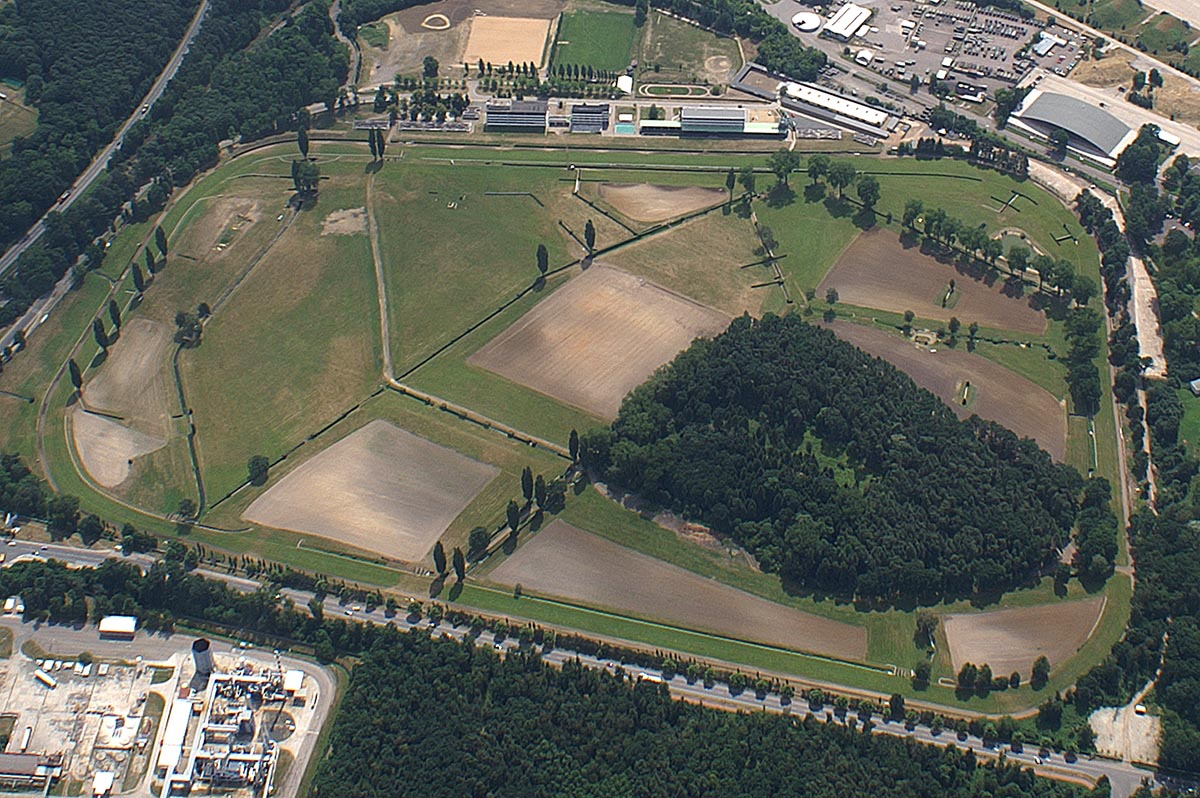
Dostihové závodiště Pardubice

Dostihové závodiště Pardubice je závodiště, na kterém se konají cvalové dostihy. Leží na okraji Pardubic. Dostihová sezóna zde probíhá od května do října. Celková délka dráhy je 2 200 m.

## Vznik
V první polovině 19. století přišly u šlechty do módy parforsní hony. Krajina v okolí Pardubic byla pro tyto hony jako stvořená a roku 1838 zde vznikla Parforsní honební společnost. Šlechta se tak začala o Pardubice zajímat a město se stalo společenským centrem. V té době do Čech přicházely z Anglie zprávy o koňských dostizích a v říjnu 1842 byly v Pardubicích uspořádány první překážkové dostihy. V roce 1856 pardubická radnice povolila stavbu závodiště a postoupila Spolku českých pěstitelů koní pozemky, na kterých mělo závodiště vzniknout. Zakladatelem a velkým podporovatelem českých dostihů byl hrabě Oktavián Kinský. Po založení britské Velké národní steeplechase v Aintree se staly dostihy módní záležitostí, a tak roku 1874 přišel Český závodní spolek s nápadem uspořádat podobně významný a obtížný dostih i v Pardubicích. Vytvořením nové dostihové dráhy byli pověřeni šlechtici, kteří již měli s dostihovým sportem zkušenosti, Oktavián Kinský, Egon Thurn-Taxis, Emil Fürstenberg a Maxmilián Ugarte. Navrhli  závodiště, které bylo jedinečné střídáním povrchu dráhy a množstvím přírodních překážek, a dohlíželi na jeho vybudování. Po dokončení stavby se 5. 11. 1874 konal první ročník Velké pardubické, vítězem se stal hřebec Fantome s Georgem Sayersem. Na společenském významu této události přidalo i to, že se konala jen několik dní před návštěvou císaře Františka Josefa I. s manželkou Sissi. Již od prvního ročníku byl nejobávanější překážkou Hlavní příkop, později nazvaný po Egonu Thurn-Taxisovi, který se zasloužil o jeho ponechání v kurzu dostihu.

## Historie
- 1874 – stavba závodiště a první ročník Velké pardubické
- 1890 – ve Velké pardubické se poprvé prosadil kůň trénovaný českým trenérem (Alphabet, trenér Dobrovský)[8]
- 1892 – otevřena nová tribuna s restaurací, vážnicí a šatnami pro jezdce[8]
- 1902 – ve Velké pardubické poprvé zvítězil český žokej (Ulrich Rosák)[9]
- 1911 – nad závodištěm se poprvé objevilo letadlo, pilotoval ho Eugen Čihák[10]
- 1932 – po pádu z klisny Ella zahynul Rudolf Popler[11]
- 1946 – opravy závodiště po válce, kdy bylo poničeno bombardováním; překážky byly upraveny a očíslovány[12]
- 1952 – po přestavbě získalo závodiště současnou podobu[13]
- 1956 – postaveny nové dřevěné stáje[14]
- 1957 – přeměřena trať Velké pardubické a její délka upravena na současných 6900 m[14]
- 1962 – zahájen pravidelný přenos Velké pardubické Československou televizí[15]
- 1976/1977 – proběhla výstavba nových stájí za tribunami[16]
- 1977 – odstraněna tribuna z roku 1892, na jejím místě zahájena stavba nové železobetonové tribuny[17]
- 1981 – železobetonová tribuna byla otevřena[18]
- 1985 – provedeny mírné úpravy některých překážek a zaveden přísnější systém kvalifikací, aby se zabránilo účasti koní s nedostatečnou výkonností a snížilo množství pádů[19]
- 1990 – uspořádán stý ročník Velké pardubické
- 1992 – davy ochránců zvířat vběhly do dráhy dostihu[20]
- 1993 – provedeny výrazné úpravy Taxisu a dalších překážek pro zvýšení bezpečnosti
- 1998 – kvůli otevření nové tribuny byl cílový sloupek přesunut na druhou stranu cílové roviny
- 2004 – závodiště naposledy navštívil Dick Francis[21]
- 2007 – Velkou pardubickou navštívila britská princezna Anna a ochrnutý čtyřnásobný vítěz Peter Gehm[22]